# Daniel Bernardet
Pour les articles homonymes, voir Bernardet.
 (juin 2019).
Si vous disposez d'ouvrages ou d'articles de référence ou si vous connaissez des sites web de qualité traitant du thème abordé ici, merci de compléter l'article en donnant les références utiles à sa vérifiabilité et en les liant à la section « Notes et références ».
Daniel Bernardet, né le 7 juin 1927 à Lourouer-Saint-Laurent (Indre) et mort le 21 novembre 2007 à Châteauroux (Indre), est un homme politique français, ancien membre de l'UMP.

## Biographie
Il entre au conseil municipal de Châteauroux en 1959, et en devient maire en 1971 en remplacement de Gaston Petit, démissionnaire. Il sera élu en 1977 et réélu en 1983. Élu en 1973 conseiller régional, il préside le conseil régional du Centre entre 1983 et 1985, date à laquelle il est élu conseiller général de l'Indre dans le canton de Châteauroux-Ouest et préside l'assemblée départementale jusqu'en 1998.
Élu député à la proportionnelle en 1986 sur la liste RPR de Michel Aurillac, il se fait exclure de l'UDF pour cette alliance et siégera chez les non-inscrits. Il ne se représente pas en 1988. Il a été élu sénateur centriste le 24 septembre 1989, bien qu'il ait été battu aux municipales de cette même année à Châteauroux. Il est réélu sénateur le 27 septembre 1998 jusqu'à son décès. Au Sénat, il est membre de la Commission des affaires sociales et du groupe Union pour un mouvement populaire. Il est remplacé au Sénat par Louis Pinton.
Sa tombe se trouve au cimetière Saint-Denis de Châteauroux. Il avait épousé Christiane Datin (1929-2021).

## Synthèse des fonctions et des mandats
Mandats locaux
- 1959 - 1971 : Conseiller municipal de Châteauroux
- 1971 - 1989 : Maire de Châteauroux
- 1985 - 1998 : Conseiller général du canton de Châteauroux-Ouest
- 1985 - 1998 : Président du conseil général de l'Indre
- 1983 - 1985 : Président du conseil régional du Centre

Mandats parlementaires
- 16 mars 1986 - 14 mai 1988 : Député de l'Indre
- 24 septembre 1989 - 21 novembre 2007 : Sénateur de l'Indre